# Dodge Lancer (1984)
Dodge Lancer – samochód osobowy klasy średniej produkowany pod amerykańską marką Dodge w latach 1984 – 1989.

## Historia i opis modelu

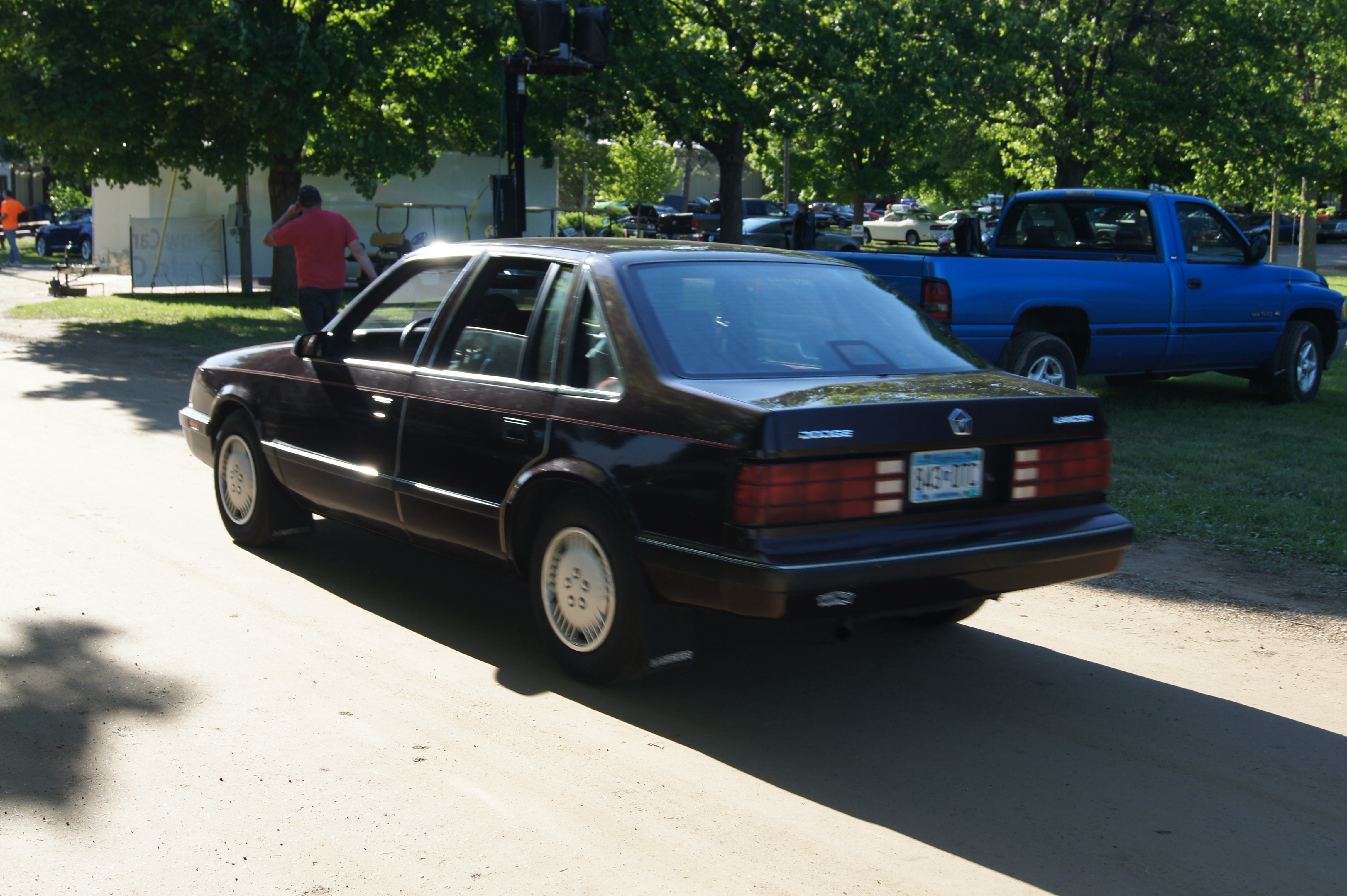
Dodge Lancer - tył

W 1984 roku koncern Chryslera zbudował bliźniacze, średniej wielkości liftbacki na platformie H-body jako alternatywę dla bardziej konserwatywnych równolegle oferowanych sedanów. Bratnim modelem Chryslera LeBaron GTS zyskał model Dodge'a, na potrzeby którego przywrócono do użytku nazwę Lancer stosowaną już w przeszłości dla dużego samochodu z lat 50. i 60. XX wieku. Trwająca 5 lat produkcja została zakończona w 1989 roku, a miejsce Dodge'a Lancera zajął nowy model Spirit.

### Europa
W kwietniu 1988 roku europejski oddział Chryslera podjął decyzję o sprzedawaniu Dodge'a Lancera pod nazwą Chrysler GTS. Samochód oferowano głównie w krajach Europy Zachodniej, jednak z powodu niewielkiego zainteresowania import zakończył się już rok później - w 1989 roku.

### Silniki
- L4 2.2l K
- L4 2.2l Turbo I
- L4 2.2l Turbo II
- L4 2.5l K